# Митенки (Кезький район)
Ми́тенки (рос. Митенки) — присілок в Кезькому районі Удмуртії, Росія.
Населення — 4 особи (2010; 4 в 2002).
Національний склад станом на 2002 рік:
- росіяни — 100 %